# Three on a Ticket
Pour plus de détails, voir Fiche technique et Distribution.
Three on a Ticket est un film américain réalisé par Sam Newfield, sorti en 1947, avec Hugh Beaumont, Cheryl Walker et Ralph Dunn (en) dans les rôles principaux. Il s'agit de la quatrième des cinq réalisations consacré aux aventures du détective privé Mike Shayne et produite par la Producers Releasing Corporation avec Hugh Beaumont dans le rôle principal.

## Synopsis
Le détective privé Michael Shayne (Hugh Beaumont) part à la recherche d'un billet de casier de gare qui a été découpé en trois. Celui qui rassemble les morceaux aura accès au butin du casse d'une banque...

## Fiche technique
- Titre original : Three on a Ticket
- Réalisation : Sam Newfield
- Scénario : Fred Myton d'après le roman Vaut mieux mort que jamais (The Corpse Came Calling) de Brett Halliday
- Photographie : Jack Greenhalgh
- Musique : Emil Cadkin (en)
- Montage : Holbrook N. Todd (en)
- Décors : Harry Reif
- Direction artistique : Eugene C. Stone
- Producteur : Sigmund Neufeld
- Société de production : Sigmund Neufeld Productions
- Société de distribution : Producers Releasing Corporation
- Pays d'origine : États-Unis
- Format : noir et blanc
- Genre cinématographique : film policier, film noir
- Durée : 64 minutes
- Date de sortie :
  -  États-Unis : 4 avril 1947

## Distribution
- Hugh Beaumont : le détective privé Michael Shayne
- Cheryl Walker : Phyllis Hamilton
- Ralph Dunn (en) : détective Pete Rafferty
- Paul Bryar (it) : Tim Rourke
- Louise Currie (en) : Helen Brimstead
- Douglas Fowley : Mace Morgan
- Gavin Gordon : Barton
- Charles Quigley : Kurt Leroy
- Noël Cravat : Trigger
- Charles King : un homme ivre
- Brooks Benedict : Jim Lacy

## Autour du film
- Entre 1946 et 1947, la compagnie PRC produit une série de cinq films consacrés aux aventures du détective privé Mike Shayne créé par le romancier américain Brett Halliday. Ce personnage est interprété par Hugh Beaumont et ce film est le quatrième de la série, le dernier réalisé par Sam Newfield. Une précédente série fut produite par la 20th Century Fox entre 1940 et 1942 avec Lloyd Nolan dans le rôle principal.

## Source
- (en) Ron Backer, Mystery Movie Series of 1940's Hollywood, Jefferson, McFarland, 2010, 329 p. (ISBN 978-0-7864-4864-7), p. 105.